# Sieben (Album)
Sieben ist das siebte Studioalbum der deutschen Punkband Pascow. Es erschien am 27. Januar 2023 über Kidnap Music und Rookie Records. Mit einer Chartplatzierung in der Top 10 der deutschen Musikcharts stellt es den bislang größten kommerziellen Erfolg für die Band dar.

## Entstehungsgeschichte

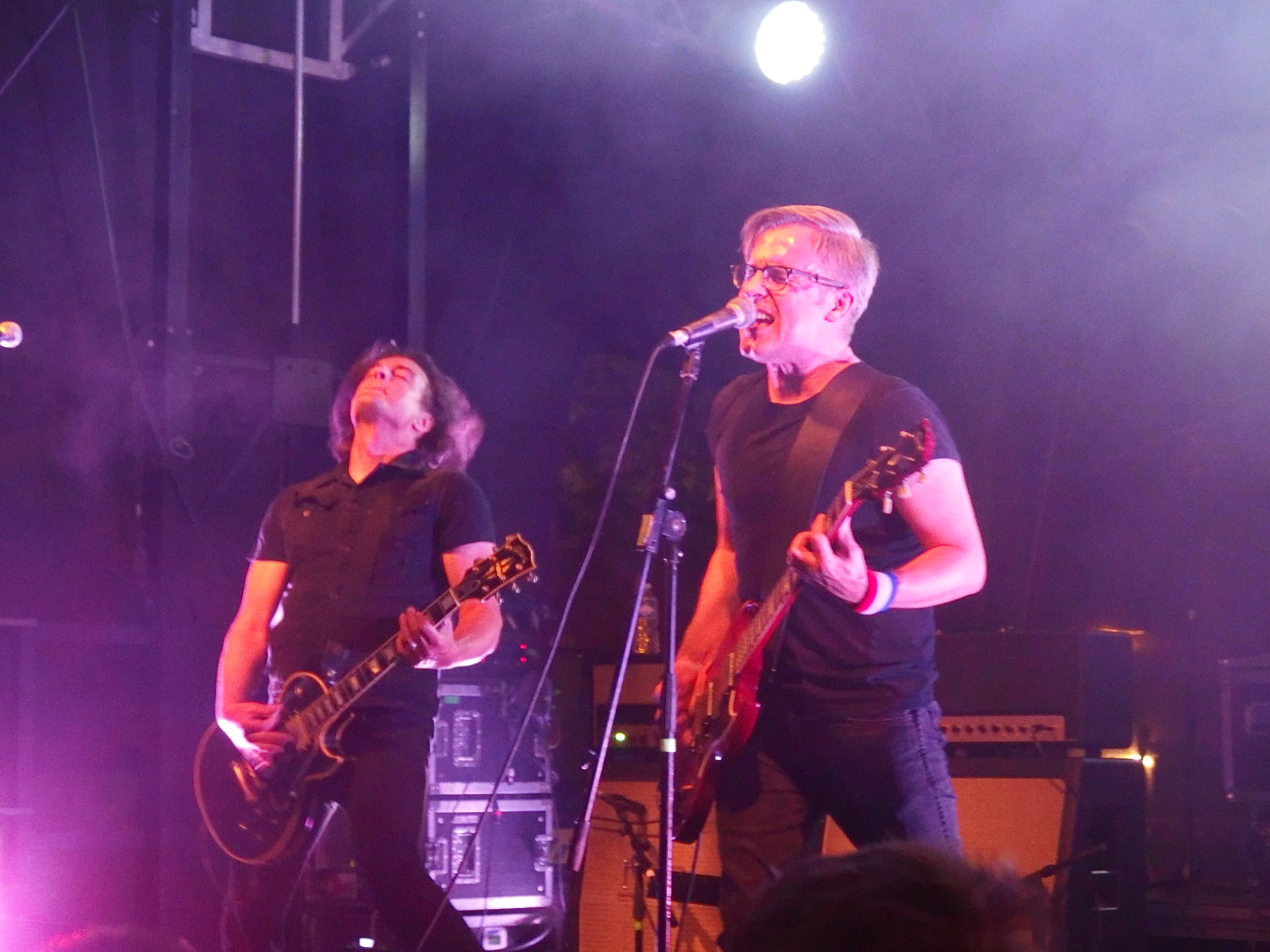
Pascow 2016 live

In den Jahren nach Diene der Party (2014) gab es einen Einschnitt im Bandleben von Pascow. Die Band, insbesondere Sänger Alexander Thomé (Alex Pascow) und Schlagzeuger Oliver Thomé (Ollo Pascow), fühlten sich zu jener Zeit ausgebrannt. Zahlreiche Promoaktivitäten, Tourneen und auch unzählige Festivalauftritte führten zu einem Erschöpfungszustand. Die Band stand kurz vor dem Aus. Doch Ollo Pascow organisierte in den Jahren danach das Bandleben neu mit einem festen Probetag, längerfristige Planungen von Tourneen und der konsequenten Absage von Anfragen, wenn sie nicht in den Zeitplan passten. Außerdem wurde zum ersten Mal mit einem Nightliner gearbeitet, so dass der Fahrtaufwand nicht mehr von der Band selbst organisiert werden musste. Unter diesen neuen Bedingungen entstand bereits das Vorgängeralbum Jade, das 2019 erschien und einen großen Erfolg für die Band bedeutete.
Die Entstehung des Albums von Sieben fiel in die Zeit der COVID-19-Pandemie in Deutschland. Dies führte zu einer Einschränkung der Bandaktivitäten durch die verschiedenen Maßnahmen zur Einschränkung der Pandemie. Dies stellte zunächst einen Einschnitt da, aber mit dem ein Jahr vorher veröffentlichten Album führte dies dazu, das die Band entspannt an neuen Songs arbeiten konnte.
Die Aufnahmen entstanden zwischen 2021 und 2022 im Tonstudio45 in Friedrichssegen (Lahnstein). Produzenten waren Kurt Ebelhäuser, der bereits einige Vorgängerwerke betreute, und Michael Wern, einem alten Bekannten der Band. Im Gegensatz zu den Vorgängeralben hatte die Band wesentlich mehr Zeit für die Aufnahmen zur Verfügung. Da die Band ihre Tour 2020 wegen der Covid-19-Pandemie verlegen musste, erhielt sie für die Nachholtermine der Tour 2021, die vor wesentlich weniger Zuschauern hätten stattfinden müssen, Geldmittel von der Initiative Musik sowie Neustart Kultur. Inbegriffen war aber auch ein Betrag, den die Band zur Songwriting-Förderung erhalten könne, wenn sie auf die Tour verzichtet. Dementsprechend sagte die Band die Tour ersatzlos ab und stellte einen Antrag auf Förderung für die Plattenaufnahmen. Das bedeutete, dass die Band zwei Wochen zusätzlich ins Studio gehen konnte. So entstanden die Songs an zweimal vier Tagen, die Aufnahmen fanden innerhalb von drei Wochen statt.

## Veröffentlichung

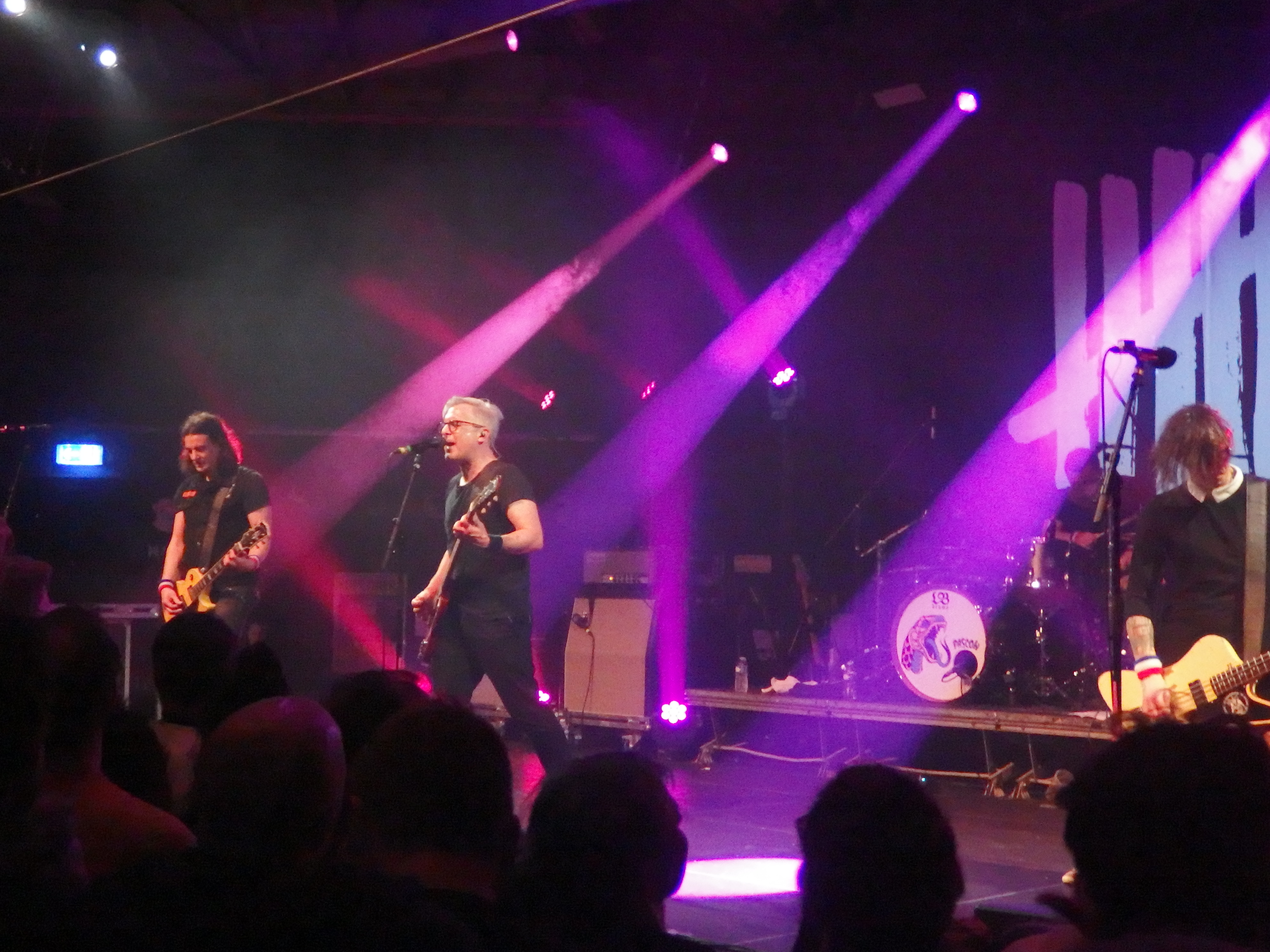
Pascow bei der Releaseshow am 2. Februar 2023 live in der Garage Saarbrücken

Das Album erschien am 27. Januar 2023 über die von Alex Pascow betreute Plattenfirma Kidnap Music sowie das befreundete Label Rookie Records. Es erschien in mehreren Versionen: als LP inklusive Download, als CD in limitierter Erstauflage, im Digipak mit Pappschuber sowie die Zweitauflage im sechsseitigen Digipack ohne Pappschuber. Daneben ist das Album auf sämtlichen Streaming-Diensten und Download-Portalen verfügbar. Kidnap Music und Rookie Records achteten darauf, dass die Vinyl-Ausgabe exklusiv im Indiepool des Vertriebs verkauft wurde und weder bei Amazon noch im Media Markt oder vergleichbaren Geschäften erhältlich war. Bei der Gestaltung der Tonträger wurde auf Nachhaltigkeit geachtet. So wurde die Vinyl-Ausgabe nur in schwarzem Vinyl ohne Sonderanfertigungen erstellt. Für die CD-Variante wurde ein CD-Tray aus biologisch abbaubarem Korn verwendet.
Die eigentliche Releaseshow fand am 4. Februar 2023 in der Garage in Saarbrücken statt, während die Tour tatsächlich drei Tage früher in Marburg startete. Das Konzert, bei dem als Vorband NTÄ und als Überraschungsgäste Akne Kid Joe auftraten, war eine Woche nach Vorverkaufsstart ausverkauft, so dass am 25. Februar 2023 ein Zusatztermin in der Garage stattfand.

## Titelliste
Alle Lieder wurden von Pascow geschrieben.
| Nummer | Titel                           | Zeit | Anmerkungen / Gäste                                                                   |
| ------ | ------------------------------- | ---- | ------------------------------------------------------------------------------------- |
| 1.     | Himmelhunde                     | 4:04 |                                                                                       |
| 2.     | Königreiche im Winter           | 2:47 | feat. Apocalypse Vega                                                                 |
| 3.     | Monde                           | 3:29 | Gastgesang: Hanna Landwehr                                                            |
| 4.     | Gottes Werk und Teufels Beitrag | 3:05 | Gastgesang: Michael Wern                                                              |
| 5.     | Grüße Eve                       | 2:28 | Gastgesang: Nadine Nevermore                                                          |
| 6.     | Die Unsichtbaren                | 2:08 |                                                                                       |
| 7.     | Mailand                         | 3:15 | Gastgesang: Nadine Nevermore, Michael Wern, Violine: Sara Lopez, Viola:Peter Honsalek |
| 8.     | Ich bin klar                    | 2:53 | Gastgesang: Michael Wern                                                              |
| 9.     | Daniel & Hermes                 | 2:47 | Gastgesang: Nadine Nevermore                                                          |
| 10.    | Tom Blankenship                 | 2:48 |                                                                                       |
| 11.    | Zugausweichen                   | 0:59 | Instrumental                                                                          |
| 12.    | Von unten nichts neues          | 2:14 |                                                                                       |
| 13.    | Vierzehn Colakracher            | 3:09 | Gastgesang: Hanna Landwehr                                                            |
| 14.    | Boris Blocksberg                | 0:12 | Gastgesang: Michael Wern                                                              |

## Musikstil und Einzelsongs
Musikalisch versuchte sich die Band nach den Experimenten auf dem Vorgängeralbum Sieben weniger experimentell zu halten. Ziel war es auch, sich nicht direkt auf den Vorgänger zu beziehen. Die Lieder sollten „einfache, simple Songs“ werden, zudem wurde auf Balladen verzichtet. Das Album ist dementsprechend etwas eingängiger, rockiger, aber auch zum Teil schneller und punkiger ausgefallen, wobei es produktionstechnisch weiter auf einem hohen Niveau bleibt.
Im Vergleich zu früheren Alben, auf denen persönliche Bezüge eher versteckt in den Text eingearbeitet wurden, sind viele Songs des Albums persönlich gehalten und beruhen zum Teil auf den Erfahrungen von Alex Pascow, der überwiegend für die Texte verantwortlich zeichnet. Oberstes Thema des Albums ist das Thema Randständigkeit in seinen verschiedenen Facetten. Dabei werden Bezüge zum aktuellen Zeitgeschehen aufgebaut, die jedoch nur selten explizit auf einen bestimmten Umstand hinweisen. So finden sich zum Beispiel im Lied Die Unsichtbaren zwar Bezüge zum Russischen Überfall auf die Ukraine 2022 ohne dieses Thema aber explizit zu nennen. Insgesamt sind die Texte und auch der zum Teil aggressive, „leicht pöbelnde“ Gesangsstil anklagend, trotzig und wütend gehalten. Sie verzichten auf plumpe Parolen, ohne Lösungsansätze anzubieten.

### Himmelhunde
Himmelhunde ist der erste Song des Albums und war zugleich auch die erste Auskopplung aus dem Album. Inhaltlich handelt das Lied vom Thema Homosexualität. Der Text beschreibt „den Moment der Erkenntnis, dass man als Mann einen Mann liebt.“ Alex Pascow sagt dazu selbst, der Text sei nicht autobiografisch geprägt, dennoch habe ihn der Text beim Schreiben tief bewegt, und er habe bewusst seine „Komfortzone“ verlassen. Mit 4:04 Minuten Laufzeit ist Himmelhunde der längste Song des Albums. Der Titel des Songs ist zugleich eine Anspielung auf den Filmtitel Zwei Himmelhunde auf dem Weg zur Hölle.
Das Musikvideo erschien am 9. September 2022. Dem eigentlichen Video ist eine Triggerwarnung vorangestellt. Die Hauptrolle in dem Video spielt Philipp Alfons Heitmann zusammen mit der Band. Gezeigt wird ein Autounfall und die Folgen davon. Heitmann wacht im Lied in einem auf dem Kopf stehenden Auto auf, im und um das Auto liegen die Bandmitglieder regungslos. Der Schauspieler kämpft sich aus dem Autowrack und steckt sich eine Zigarette an. Anschließend übergießt er das Auto mit Benzin und zündet es an. In diesem Moment erwacht Sänger Alex Pascow und reißt entsetzt die Augen auf. Das Video wurde von Visual Attack erstellt und beruht auf einer Idee von Andreas Langfeld. Das Video hat nichts mit dem Thema des Songs zu tun. Der Crash soll eher metaphorisch für den Moment der Erkenntnis stehen.

### Königreiche im Winter

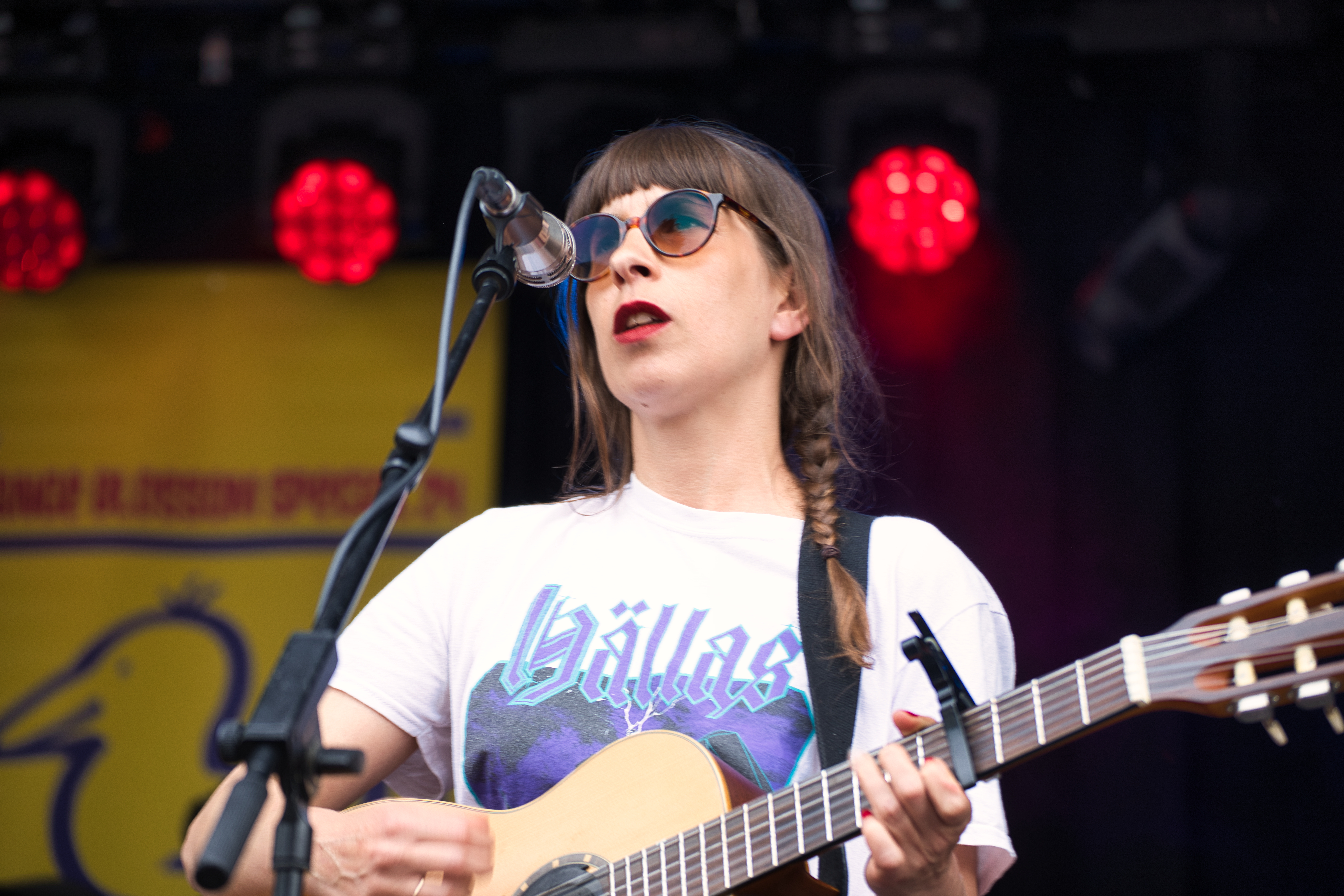
Apocalypse Vega ist Duettpartnerin von Alex Pascow auf Königreiche im Winter

Königreiche im Winter war die zweite Auskopplung aus dem Album. Der Song erzählt vom Aufwachsen in der Provinz und der vermeintlichen Idylle, in der man sich dort befindet. Sie ist aus der Sicht zweier Kinder beziehungsweise Jugendlichen geschrieben, deren Eltern sie verwahrlosen ließen. So ist der männliche Protagonist ein Lügner und die weibliche Protagonistin ritzt sich selbst, während der eine Vater gut im (Glücks-)Spielen sei und der andere gut im Abhauen. Das Lied ist zum Teil autobiografisch geprägt. Der Vater von Alex und Ollo Pascow starb an den Folgen seines Alkoholkonsums. Als Anspielung ist die Textzeile „Rotwein mit Ei vorm Mittagessen“ zu verstehen. Das Lied ist als Duett aufgebaut. Gastsängerin ist Apocalypse Vega von Acht Eimer Hühnerherzen.
Das dazugehörige Video erschien am 11. November 2022. Zu sehen ist erneut Philipp Alfons Heitmann, der jedoch nur eine Nebenrolle als Jäger spielt. Das Video zeigt einen Jungen, der mit seinem Hund von zu Hause abhauen will, um im Wald zu leben. Mit einem Walkie-Talkie will er mit einem Mädchen in Kontakt treten. Die beiden werden jedoch erwischt. Das Mädchen (vermutlich vor ihren Eltern) und der Junge verstecken sich vor dem Jäger im Unterholz. Erneut entstand das Video unter Einbezug von Visual Attack.

### Monde

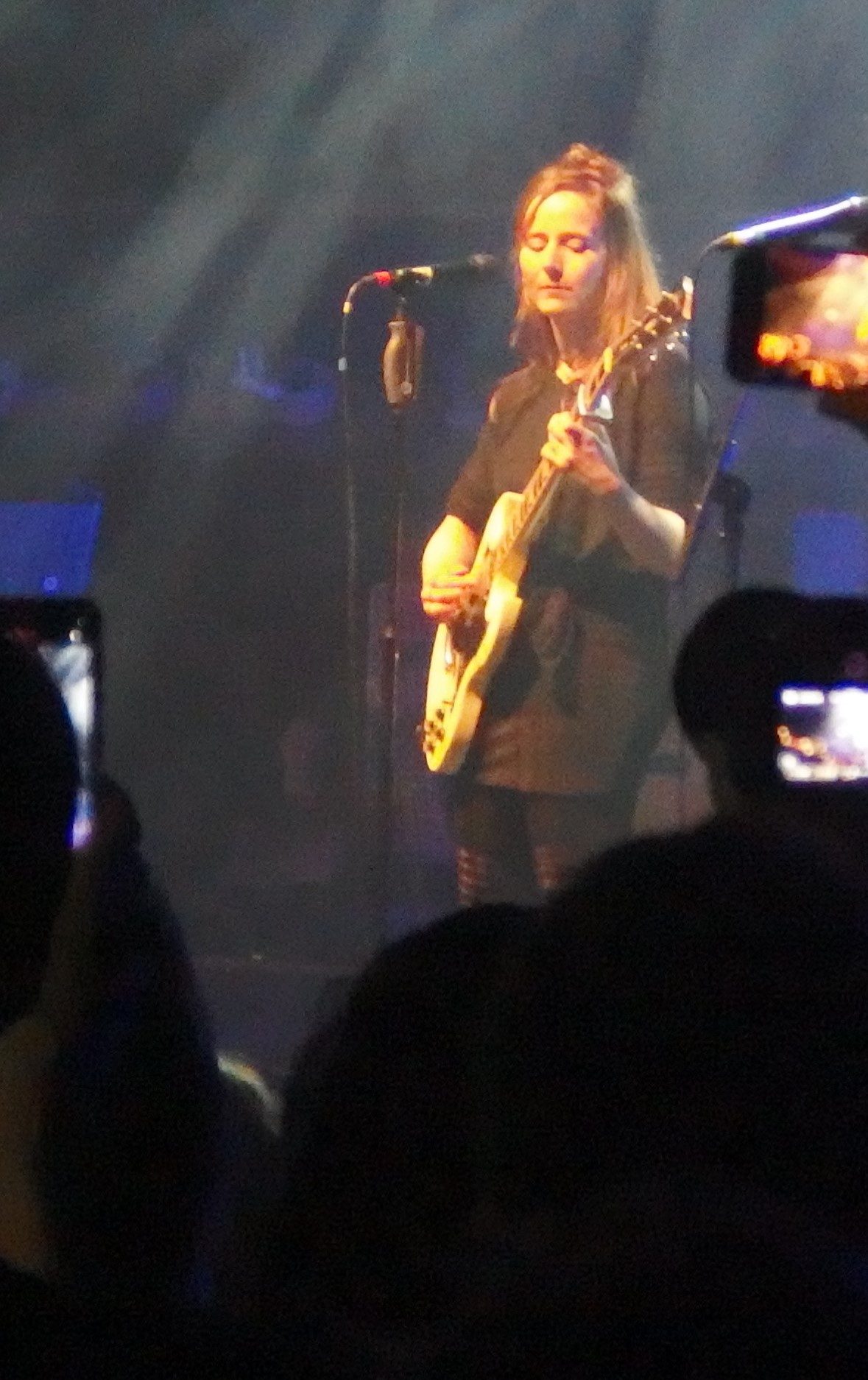
Hanna Landwehr bei der Releaseshow 2023

Monde handelt von der Gentrifizierung und der Erfahrung, dass sich die Städte immer ähnlicher werden. Sie verlieren dadurch ihre Identität und werden laut Songtext „öde wie ein Mond“. Der Text beruht zum einen auf den Tourerfahrungen der Band. Als sie vor Jahren anfingen, war jede neue Stadt etwas neues, doch mit der Zeit wurden die Innenstädte so umgebaut, dass die Städte ihre Identität verloren haben und überall die gleichen Geschäfte zu finden waren. Zum anderen basiert der Text aber auch auf dem Erleben der Covid-19-Pandemie in Trier, wo Kidnap Music einen eigenen Laden besitzt. Dort wurden während der Pandemie viele Läden zu Testzentren umfunktioniert und als sich die Pandemie gelegt hatte, waren die Läden verschwunden. Der Text bezieht sich auch darauf, dass sich Menschen in Szenevierteln einquartieren, die mit der Subkultur nichts zu tun haben, aber etwas erleben wollen. Dadurch steigen die Mieten und dadurch tragen sie dazu bei, dass die subkulturelle Szene zurückgedrängt wird. Als Gastsängerin ist Hanna Landwehr aus Trier zu hören, die die Band auch auf Livekonzerten begleitet und dort unter anderem das Lied Wunderkind vom Vorgängeralbum singt.

### Gottes Werk und Teufels Beitrag
Der Titel des Songs beruht auf dem gleichnamigen Roman von John Irving. Das Lied thematisiert die sich anbahnende Klimakatastrophe sowie die Rolle von Großkonzernen wie Amazon und Nike sowie Politiker der AFD, die auch namentlich genannt werden. Mit der Textzeile „Wenn der Quotenjunkie WELT dann gegen Minderheiten hetzt“ wird auf die Zeitung Die Welt aus dem Axel Springer Verlag referenziert. Ursächlich dafür ist die Berichterstattung über die Proteste gegen den G20-Gipfel in Hamburg 2017, bei dem ein Foto eines Demonstranten abgedruckt war, der ein T-Shirt von Pascow mit der Aufschrift „Alles muss kaputt sein“ trug.

### Grüßt Eve
Grüßt Eve ist einer von zwei Songs, bei dem Nadine Nevermore (ex-Christmas, jetzt NTÄ) mitsingt. Der Text thematisiert ähnlich wie der Text vorher Zukunftsangst, in diesem Fall vor einem Atomkrieg. Der Text entstand schon vor dem Russischen Überfall auf die Ukraine 2022. Beeinflusst wurde der Song von dem Pixar-Disney-Animationsfilm WALL·E – Der Letzte räumt die Erde auf, bei dem ein „weiblicher“ Roboter namens Eve dem Titelcharakter eine neue Perspektive eröffnet.  Mit der Textzeile „Alles ist erleuchtet“ wird ein Bezug zum Roman von Jonathan Safran Foer aufgebaut. Das „Erleuchtet, beinahe schön“ dient als Kontrast zur im Songtext dargestellten Katastrophe.

### Die Unsichtbaren
Der Text zu Die Unsichtbaren handelt von der Flüchtlingsthematik und wird aus Sicht der Betroffenen erzählt. Ursprünglich bezog er sich auf die Flüchtlingskrise in Europa 2015/2016, wurde jedoch vor dem Eindruck des Russischen Überfalls auf die Ukraine komplett umgeschrieben, um zum einen der aktuellen Thematik zu entsprechen, zum anderen um pietätvoll mit der Situation umzugehen. Der neue Text entstand nur acht Stunden nach Kriegsbeginn am letzten Studiotag, den die Band für das Album hatte.

### Mailand

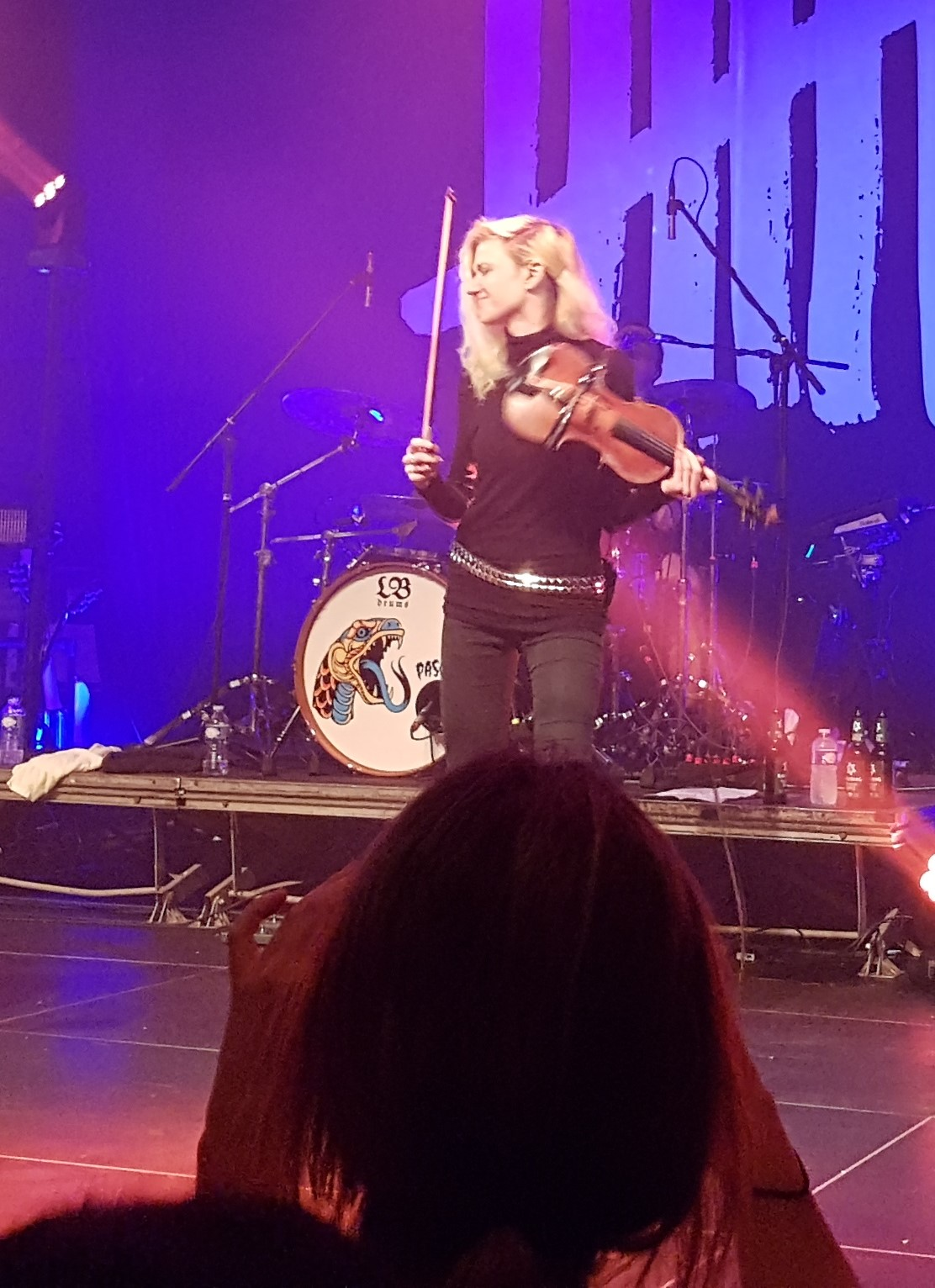
Geigerin Laura K. bei der Releaseshow

Mailand war die dritte und letzte Vorabauskopplung aus dem Album und erschien am 13. Januar 2023 14 Tage vor Veröffentlichung des Albums. Der Text des Songs behandelt den Zusammenbruch des globalen Finanzsystems und basiert auf den Protesten gegen den G20-Gipfel in Hamburg 2017. Daneben werden andere Orte genannt, die für die globalen Finanzströme wichtig sind wie Davos, wo das Weltwirtschaftsforum tagt.
Das Musikvideo zeigt eine namenlose Protagonistin, die optisch der Metalszene zuzuordnen ist, an Originalschauplätzen in Hamburg. Dort stiehlt sie einem Banker den Geldbeutel und schenkt das Geld einem Obdachlosen. Anschließend bespuckt sie das Soldatendenkmal von 1936 zum Andenken an das hanseatische Infanterieregiment Nr. 76 aus dem Ersten Weltkrieg am Bahnhof Hamburg Dammtor. Am Ende sprüht sie ein Anarchiezeichen auf eine Wand. Dazwischen headbangt sie zum Rhythmus der Musik. Die Geigerin wird nicht durch die Originalinterpretin dargestellt, sondern wird als „Laura K.“ bezeichnet. Diese trat auch bei verschiedenen Konzerten der Gruppe auf.
Musikalisch handelt es sich um das ungewöhnlichste Stück des Albums. Es enthält einen treibenden Rhythmus, der von einer Violine und einer Viola gespielt wird. Der Song entstand unter Mitwirkung von Sara Lopez (Violine) und Peter Honsalek (Viola), die einem Koblenzer Orchester angehören. Die Melodie selbst stammt von Kurt Ebelhäuser und Swen Pascow. Die Idee zu dem für eine Punkband ungewöhnlichen Streichereinsatz kam beim Hören des Songs Southern Belles in London Rings der Gruppe The Faint.

### Ich bin klar
Ich bin klar ist ein Durchhaltelied, das die Parole „Aufstehen, weitermachen“ bedient. Es ist aus der Sicht eines jungen Erwachsenen der Punker-Subkultur geschrieben, der sich nicht mit den Ansichten und Werten der Altpunks zufriedengibt, sondern sein Schicksal selbstbestimmt wählt.

### Daniel und Hermes
Daniel und Hermes handelt von einem wenig angepassten Künstler, der einen frühen Tod findet. Der Titel spielt auf Daniel Johnston an, einen Sänger, Musiker und Künstler, der 2019 an einem Herzinfarkt verstarb. Er lebte jahrelang mit einer bipolaren Störung, die ihn Zeit seines Lebens beeinflusste. Als weitere Reminiszenz baute die Band die Textzeile „True love will find you somewhere in the end“ in den Text ein. Die zweite Person im Titel ist der Aktionskünstler Hermes Phettberg, der trotz seines angeschlagenen Gesundheitszustands weiter Kolumnen schreibt. Musikalisch handelt es sich um einen simplen Punksong, der genauso auch auf den ersten Alben der Bands zu finden sein könnte.

### Tom Blankenship
Tom Blankenship ist die reale Vorlage hinter Huckleberry Finn, einem der beiden Hauptprotagonisten von Mark Twains Die Abenteuer des Tom Sawyer. Inhaltlich handelt es sich um eine Gemeinmachung mit gesellschaftlichen Außenseitern. Musikalisch werden Riffs von The Clash angespielt.

### Zugausweichen
Zugausweichen ist ein kurzes Instrumentalstück.

### Von unten nichts neues
Das Lied Von unten nichts neues handelt von der No-Future-Einstellung der Punkszene und den Problemen, die entstehen, wenn man dann doch in der Szene alt wird, aber keine finanziellen Rücklagen hat. Mit „Und wenn alt werden sich noch lohnt/Warum muss meine Mutter dann/Mit 74 Jahren noch ran/Und jeden scheiß Tag zur Arbeit gehen?“ findet sich erneut eine autobiografische Anspielung in dem Song. Um ihre Rente aufzubessern, muss die Mutter von Alexander und Ollo Pascow, die eigentlich aus der Mittelschicht stammt, tatsächlich weiterhin arbeiten.

### Vierzehn Colakracher
Der Titel Vierzehn Colakracher spielt auf die Süßigkeit Colakracher an, ein Kaubonbon der Marke Maoam. Es handelt sich um ein szenekritisches Lied, das den Umgang untereinander und mit dem Punk-Nachwuchs thematisiert. Im Gegensatz zu Ich bin klar wurde der Song aus weiblicher Perspektive geschrieben. Dies findet sich auch in früheren Texten der Band. Dieser Blickwinkel ist der Band wichtig und wird als Bereicherung empfunden. Insbesondere wird Bezug genommen auf die von Alex Pascow wahrgenommene Tendenz Personen aus der Punk-Subkultur auszuschließen, die nicht die hundertprozentige Meinung der anderen Protagonisten treffen.

### Boris Blocksberg
Das in Anspielung auf Bibi Blocksberg Boris Blocksberg benannte Stück besteht aus einem geschrienen, nicht verstehbaren Satz, der verzerrt und übersteuert den Abschluss des Albums bildet. „Boris Blocksberg“ war der kleine Bruder von Bibi Blocksberg, der jedoch nur in den ersten sieben Hörspielen der Serie vorkam. Das Booklet weist Koproduzent Michael Wern als Sprecher aus.

## Coverartwork
Der Titel des Albums bezieht sich darauf, dass es sich um das siebte Studioalbum der Band handelt. Es ist das erste Album der Band, das eine Nummerierung erhielt. Im Konzept des Albums findet sich die Zahl ebenfalls. So sind jeweils sieben Songs auf den Seiten der Vinyl-Schallplatte. Auch bei den Texten war die Sieben, die die Band als verfluchte, verhexte Zahl interpretiert, immer wieder präsent.
Es gibt zwei Albencover für Sieben. Das erste besteht lediglich aus dem Schriftzug Pascow mit einer Sieben in Strichzählweise, wobei jedoch nicht der fünfte Strich quergezeichnet wurde, sondern in diesem Fall der siebte. Beides in schwarz auf weißem Grund. Dieses Cover dient sowohl bei der Vinylversion des Albums als auch bei der CD-Version als Hülle. Die Idee stammte von Kay Özdemir, während die Umsetzung dann André Nossek übernahm. Dies ähnelt dem vorher veröffentlichten Album Six von Itchy, was aber nur Zufall war und keine Referenz darstellen sollte.
Die LP und die CD selbst zeigen ein Mädchen und einen Jungen. Das Frontcover ist ein dokumentarisches Foto von Dorothea Lange aus der Zeit der Great Depression in den USA der 1930er Jahre. Das Backcover mit dem Jungen stammt von John Vachon. Beide Bilder zeigen Kinder der verarmten Landbevölkerung. Das Bild der 1965 verstorbenen Fotografin wurde mit freundlicher Genehmigung der Library of Congress verwendet. So wird sowohl das weiterhin aktuelle Thema der Kinderarmut sowie das auf dem Album im Vordergrund stehende Aufwachsen in der Provinz aufgegriffen als auch ein Bogen zum Vorgängeralbum geschlossen. Dort war eine junge Frau mit und ohne Corpsepaint zu sehen. Beide Bilder wurden bewusst nicht mit Logos versehen und stehen auch nicht für Merchandising zur Verfügung.
Im Booklet finden sich Fotos von Lucja Romanowska, der Lebensgefährtin des Love-A-Sängers Jörkk Mechenbier, einem engen Freund der Band. Diese habe sich darauf spezialisiert, „Situationen und Personen vom Rande der Gesellschaft zu fotografieren und zu dokumentieren“. Daneben findet sich noch das Foto eines unbekannten Soldaten.

## Rezeption

### Kritiken
Das Album wurde von der auf Punk spezialisierten Fachpresse äußerst wohlwollend bewertet. Im Ox-Fanzine erreichte es in den Redaktionscharts Platz 2 des „Top of the Ox“ mit einer Durchschnittsbewertung von 7, 8 (Höchstnote im Ox ist die 10). Nur Civics Album Taken by Force wurde mit 8,0 höher bewertet. Joachim Hiller schrieb dazu in seinem Zehn-Sterne-Review: „Ein Album wie ein in Bestzeit absolvierter Marathonlauf.“ In der Visions wurde das Album zur „Platte des Monats“ gekürt und erhielt eine Durchschnittswertung von 7,9 (Höchstpunktzahl ist 10). Rezensent Michael Setzer hob die „transparente Produktion“ sowie „wehmütigen Melodien, (…) die griffigen Zeilen, die trotzige Energie und Punk-Rock-Hits wie Himmelhunde, Königreiche im Winter, Mailand und Grüßt Eve.“ Er bezeichnete das Album als ein „treffendes Zeitdokument“. Im Jahresrückblick erreichte das Album Platz 34 von 50 Alben. Frederik Tebbe führte dazu aus: „Pascow haben das bissigste Deutschpunkalbum des Jahres geschrieben. Es ist klug getextet, die Musik ist sauer, giftig und trotzdem melodisch verspielt und doch gekonnt auf den Punkt. Ein Weltuntergang zum Mittanzen und Mitsingen.“
Kiki vom Plastic Bomb schrieb in ihrem positiven Review, es befänden sich wieder „Hits am Fließband [auf dem Album], wo die Texte diesmal in aller Deutlichkeit sagen, wo der Schuh in 2023 drückt.“ Im SLAM alternative music magazine wurde das Album ebenfalls zu den Highlights der Ausgabe gezählt. Juliana Böhm lobt die Band dafür mit nur einem Song, das zu sagen, wofür „andere Künstler:innen ein ganzes Album brauchen“ und nimmt als Beispiel dafür Monde, das mehrere Themen in nur dreieinhalb Minuten packen würde. Textlich würde das Album „von einem zum nächsten Wow-Moment [springen], ganz ohne Zeit für gedankliche Verschnaufpausen“. Die Musik sei „mitreißend“ und „festkrallend“.
Auch in der allgemeinen Musikpresse wurde das Album sehr gelobt. So besprach Steffen Eggert das Album für Laut.de und vergab vier von fünf Punkten. Er kommt zu dem Schluss, Sieben sei „kein Album für eine Nacht. Es [sei] bitter, unbequem und stellenweise ganz schön hässlich. Aber zu keiner Sekunde langweilig, peinlich oder pathetisch, und wie viele große Werke [wachse] es mit jedem Durchlauf weiter.“ Linus Volkmann vergab im Musikexpress vier von sechs möglichen Punkten. Für ihn bleibt das Werk nach dem variantenreichen Jade etwas hinter den Erwartungen zurück. Er schrieb: „Das dringliche Allwetter-Outfit von Pascow – bestehend aus trockener Härte, Gewitztheit und unter der Oberfläche pulsierender Emotionalität – häutet sich nicht, zeigt sich viel eher in seinem aktuellem Glanz.“

### Charts
Nachdem das Album Jade erstmals die deutschen Charts erreicht hatte, stellt das Album Sieben den vorläufig größten kommerziellen Erfolg für die Band dar. Das Album erreichte in den deutschen Charts in der Veröffentlichungswoche Platz 5 und fiel in der zweiten Woche auf Platz 61 ab, bevor es aus den Charts verschwand. Erstmals erreichte die Band mit Sieben auch die Schweizer Hitparade. Das Album platzierte sich in der Veröffentlichungswoche auf Platz 95.